# 各点収束
数学において、各点収束 (英: pointwise convergence) は、関数列の収束の概念の1つである。

## 定義
{ fn } を定義域と終域の等しい関数の列とする。（さしあたり終域は指定しないが実数と考えてもらってよい。）列 { fn } が f に各点収束する (converge pointwise) とは、定義域のすべての点 x に対して
{\displaystyle \lim _{n\rightarrow \infty }f_{n}(x)=f(x)}
が成り立つことをいう。
{\displaystyle \lim _{n\rightarrow \infty }f_{n}=f\ {\mbox{pointwise}}}
と書くことがある。
論理記号で書けば、
　　{\displaystyle \forall x,\forall \epsilon >0,\exists N\in \mathbb {N} \ ;\ n\geqq N\Rightarrow |f_{n}(x)-f(x)|<\epsilon }
となる。

## 性質
この概念はしばしば一様収束 (uniform convergent) と比較される。
{\displaystyle \lim _{n\rightarrow \infty }f_{n}=f\ {\mbox{uniformly}}}
とは
{\displaystyle \lim _{n\rightarrow \infty }\,\sup\{\,\left|f_{n}(x)-f(x)\right|:x\in {\mbox{the domain}}\,\}=0}
を意味する。一様収束は各点収束よりも強いものである。つまり、一様収束列は同じ極限関数への各点収束列であるのだが、一様収束しない各点収束列が存在する。例えば、半開区間 [0, 1) において、{\displaystyle f_{n}(x)=x^{n}} は {\displaystyle f(x)=0} に各点収束するが、これは一様収束ではない。
連続関数列の極限関数が連続とは限らないが、一様収束であれば連続である。例えば、
{\displaystyle f(x)=\lim _{n\rightarrow \infty }\cos ^{2n}(\pi x)}
は x が整数のとき 1 でそうでないとき 0 を取り、すべての整数で不連続である。
関数 fn の値は実数でなくてもよく、各点収束の概念が意味を持つためには、位相空間であればよい。一方、一様収束は、一般の位相空間に値を取る関数に対しては意味をなさないが、距離空間や、より一般に一様空間であれば意味を持つ。

## 位相
各点収束は空間 YX 上の積位相における収束と同じである。ここで X は始域で Y は終域である。終域 Y がコンパクトであれば、チコノフの定理より、空間 YX もコンパクトである。

## ほとんど至るところ収束
測度論では可測空間上定義された可測関数列についてほとんど至るところ収束するというものがある。これはほとんど至るところ各点収束することを意味する。エゴロフの定理は、測度有限の集合上ほとんど至るところ各点収束する列はそれよりわずかに小さい集合上一様収束するという定理である。